# Hans Blome der Ältere
Hans Blome der Ältere (* vor 1452; † nach 1462) war ein deutscher Kaufmann, Kommunalpolitiker und Bürgermeister von Hannover.

## Leben
Hans Blome entstammte dem Geschlecht Blome, Blume, von Blume, einer der wirtschaftlich und politisch führenden Familien Hannovers, die seit Beginn der schriftlichen Überlieferungen durch Mitglieder im städtischen Rat vertreten waren und auch hannoversche Bürgermeister stellte. Ähnlich wie zeitgenössische Ratsfamilien waren auch die Blomes bestrebt, einen typischen „geschlossenen Heiratskreis sozialer Inzucht“ zu entwickeln.
Blome senior war Mitglied der hannoverschen Innung der Kaufleute. Spätestens ab 1452 saß er unter Bürgermeister (Consul) Hermen Mutzel als einer der „Senatores“ im städtischen Rat.
Ab 1457 und bis 1462 übte Blome das Amt des Bürgermeisters aus.
Hans Blome heiratete Catharina Holthusen. Der Ehe entsprang der Sohn Hans Blome der Jüngere, der seinem Vater in den Ämtern als Ratsherr und Bürgermeister folgte.